# Pentaklorfenol
Pentaklorfenol (PCP), med den kemiska formeln C6HCl 5O, är en klorerad aromatisk fenol som är starkt giftig för alger, bakterier och svampar. Det började produceras på 1930-talet, och marknadsförs under många olika handelsnamn. Det finns som ren PCP, eller som natriumsalt av PCP, det senare lättlösligt i vatten.

## Egenskaper
Pentaklorfenol är ett cellgift som hindrar bildningen av kemiskt bunden energi, adenosintrifosfat, ATP, i cellerna. Den kan ge lung-, lever- och njurskador samt hudallergier. Flera svenska vatten har drabbats av fiskdöd efter ovarsam hantering av pentaklorfenol.[källa behövs]

## Framställning
PCP kan framställas genom klorering av fenol i närvaro av katalysator  (vattenfri aluminium- eller ferriklorid) och en temperatur av upp till cirka 191 °C. Denna process resulterar dock inte i fullständig klorering och kommersiellt PCP är endast till 84-90 % ren. De viktigaste föroreningarna är andra polyklorerade fenoler, såsom polyklorerade dibenso-p-dioxiner och polyklorerade dibensofuraner. Vissa av dessa substanser är ännu mer toxiska än PCP självt.

## Användning
PCP har använts som ett ogräsmedel, insektsmedel, fungicid, algecid och desinfektionsmedel och som ingrediens i båtbottenfärg. Viss tillämpning har förekommit som betmedel för utsäde (för icke-livsmedel), läderskydd, murverk, träskydd, kyltornsrening, rep, och för slembekämpning i  papperstillverkning. Dess användning har minskat på grund av dess höga toxicitet och långsamma biologisk nedbrytning.
Det finns två generella metoder för konservering av trä. Tryckprocessmetoden går ut på att placera trä i ett tryckbehandlingskärl, där det är nedsänkt i PCP och utsättes för ett applicerat tryck. I icke-tryckprocessmetoden appliceras PCP genom sprutning, borstning, doppning, och blötläggning. För ledningsstolpar är livslängden ungefär 7 år för en obehandlad stolpe, och cirka 35 år för en behandlad.
Ämnet användes i stor utsträckning som träskyddsmedel i byggnader under 1970-talet och ofta istället för fuktskydd. När behandlat virke utsätts för fukt kan ämnet genom mikrobiell nedbrytning omvandlas till pentakloranisol. Förekomst av pentakloranisol i inomhusluften är kopplat till att mögellik lukt upplevs.